# Liste der Monuments historiques in Sermaise (Maine-et-Loire)
Die Liste der Monuments historiques in Sermaise (Maine-et-Loire) führt die Monuments historiques in der französischen Gemeinde Sermaise auf.

## Liste der Bauwerke
| Bezeichnung       | Beschreibung              | Standort | Kennzeichnung | Schutzstatus | Datum | Bild |
| ----------------- | ------------------------- | -------- | ------------- | ------------ | ----- | ---- |
| Kirche St-Hilaire | Erbaut im 12. Jahrhundert | (Lage)   | PA00109358    | Inscrit      | 1973  |      |

## Liste der Objekte
- Monuments historiques (Objekte) in Sermaise (Maine-et-Loire) in der Base Palissy des französischen Kultusministeriums